# Michael Henck
Michael Henck (* 6. Dezember 1667 im schwedisch-pommerschen Stettin; † 28. Juli 1715 auf der Ostsee) war ein schwedischer Marineoffizier. Im Großen Nordischen Krieg war er zuletzt Admiral.

## Leben
Michael Henck war ein Sohn des Stettiner Schiffsführers und Kabeljaufischers Hans Henck. Er fuhr bereits früh zur See, unter anderem nach England, Spanien und ins Mittelmeer. Er nahm an mehreren Seegefechten teil und diente sich vom Bootsmann zum Befehlshaber eines Schiffs hoch, dessen Kommando er 1694 erhielt.
1700 trat er in schwedische Dienste und wurde im selben Jahr Kapitän eines Orlogschiffes. Nachdem er sich als Marineoffizier bewährt hatte, erhielt er 1710 das Kommando über eine kleine Brigantine. Mit dieser griff er eine dänische Fregatte an, die mehrere Transportschiffe nach Danzig begleiten sollte, und verfolgte diese bis in die Nähe von Kopenhagen. Er ließ drei feindliche Schiffe verbrennen und führte zwei andere mit sich nach Schweden. 1711 erbeutete er erneut zwei dänische Schiffe.
Zu einer erneuten Konfrontation mit den Dänen kam es während der Seegefechte im Greifswalder Bodden (1712). Henck erhielt in jenem Jahr das Kommando über ein Geschwader aus drei Fregatten, einer Brigantine, einer Bombarde und elf Transportschiffen, beladen mit Proviant und Munition zur Versorgung von Stettin. Eine dänische Flotte, die dies verhindern sollte, kam erst heran, als Hencks Geschwader bereits im Neuen Tief südöstlich von Rügen vor Anker lag. Den an Schiffen und Feuerkraft deutlich überlegenen Dänen, noch verstärkt durch 15 Orlogschiffe unter dem Kommando von Vizeadmiral Christian Thomesen Sehested, gelang es trotz eines sechs Stunden andauernden Beschusses nicht, die Schweden aus ihrer Stellung zu vertreiben. Drei Tage später griffen die Dänen erneut an, verstärkt um 14 Schiffe mit geringem Tiefgang, mussten sich jedoch unter Verlusten wieder zurückziehen. Für seine Tapferkeit wurde Henck am 26. Oktober 1712 unter Beibehaltung seines Namens in den schwedischen Adelsstand erhoben. Am 29. Dezember desselben Jahres wurde er zum Schoutbynacht (Konteradmiral) ernannt.
Am 12. April 1714 wurde er zum Vizeadmiral befördert. Michael Henck wurde am 10. Februar 1715 zum Befehlshaber des rügischen Seeregiments ernannt und am 4. März zum Admiral befördert.
Michael Henck fiel am 28. Juli 1715 auf seinem Schiff Enigheten zu Beginn der Seeschlacht bei Jasmund zwischen Schweden und Dänen während des Pommernfeldzuges 1715/1716. Er wurde in einer Kirche in Karlskrona beigesetzt.
Er war mit Anna Dorothea Stolten verheiratet, der Tochter des Anklamer Navigationslehrers Peter Stolten. Der Ehe entstammten drei Töchter und zwei Söhne.